# Centrale elettrica di Ebbe

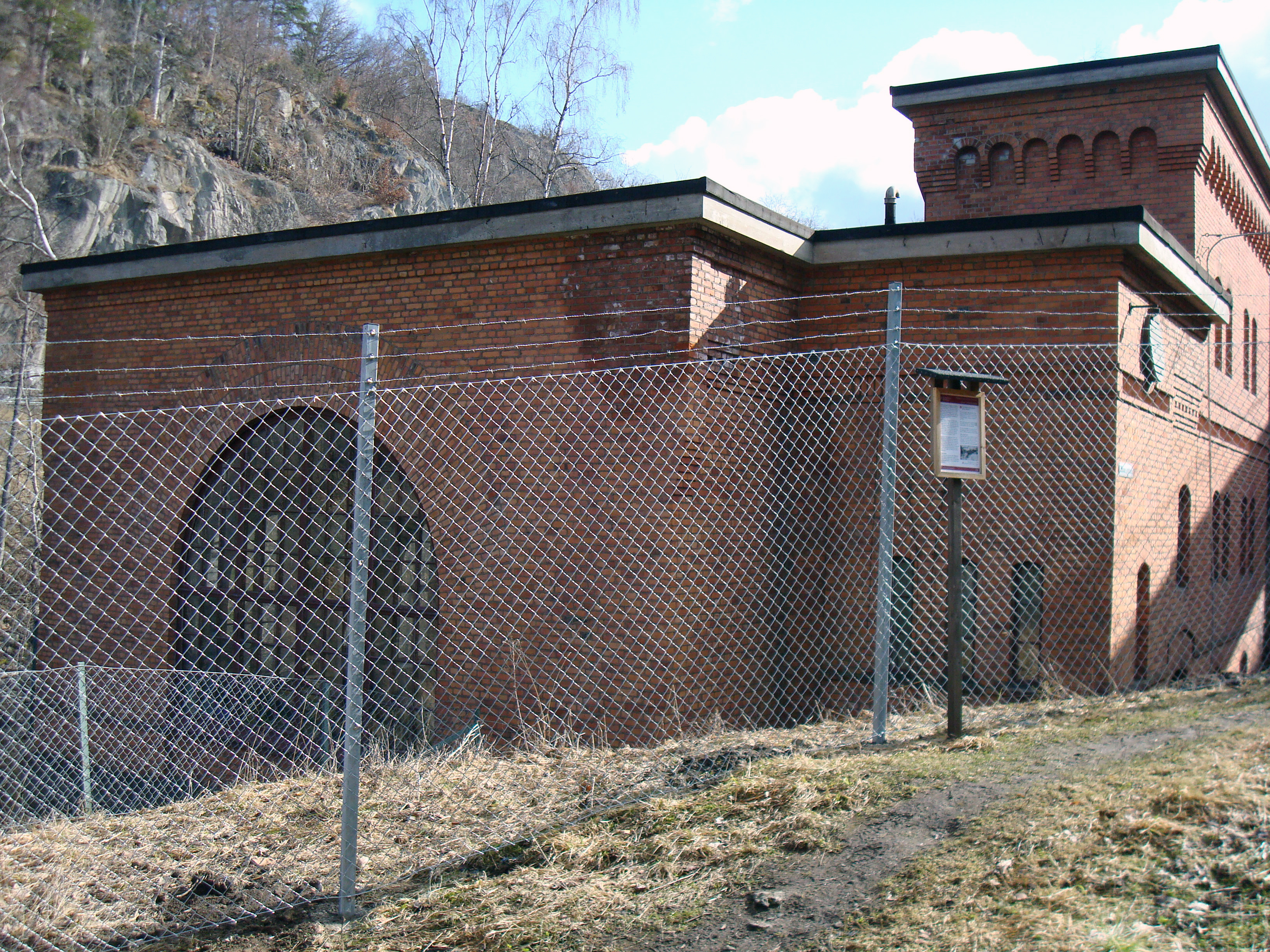
Centrale elettrica di Ebbe

La centrale elettrica di Ebbe (in svedese Ebbes kraftstation) è una centrale idroelettrica sul fiume Huskvarna a Huskvarna, in Svezia ed è gestito da Hakarps hembygdsförening. Alcune parti degli edifici sono classificate come patrimonio di importanza storica.